# Мария Елизавета Шведская
Мария Елизавета Шведская (швед. Elisabet Sabina av Sverige; 10 марта 1596, замок Эребру, Нерке, Швеция — 7 августа 1618, Броборг, Эстергётланд, Швеция) — принцесса из династии Ваза, дочь короля Швеции Карла IX и Кристины Гольштейн-Готторпской. Была замужем за двоюродным братом Юханом, герцогом Эстергётландским. Мария Елизавета страдала приступами безумия, умерла молодой и бездетной. В своём герцогстве она инициировала «охоту на ведьм».

## Биография
Мария Елизавета родилась 10 марта 1596 года в семье герцога Карла из шведского королевского дома и его второй жены Кристины Гольштейн-Готторпской. В этом браке она была третьим ребёнком и второй дочерью; кроме того, первая жена родила Карлу шесть детей, из которых выжила только одна дочь — Катарина. Швецией в это время правил племянник герцога Сигизмунд, постоянно пребывавший в Речи Посполитой, так как он был королём и этой страны. Карл был регентом в его отсутствие. Вскоре после рождения Марии Елизаветы отношения между дядей и племянником обострились, дело дошло до открытой войны, в которой Карл победил. В 1604 году он занял шведский престол под именем Карла IX.
Мария Елизавета воспитывалась вместе со своим старшим братом Густавом Адольфом и двоюродным братом Юханом (единокровным братом Сигизмунда). Она получила хорошее образование и интересовалась классической литературой; известно, что принцесса переписывалась со своим учителем Йоханом Скитте на латыни с возраста десяти лет. В 1610 году Мария Елизавета была помолвлена с кузеном Юханом (к тому моменту — герцогом Эстергётландским). Это был политический брак, устроенный матерью невесты: жених как сын покойного короля Юхана III обладал правами на престол и, хотя отказался от этих прав и не был честолюбив, мог стать опасным в случае женитьбы на иностранной принцессе. Духовенство высказалось против брака из-за близкого родства между будущими супругами, а также из-за того, что не было предварительных консультаций, но королева Кристина заставила епископов замолчать, заявив, что это светский вопрос.
29 ноября 1612 года, в возрасте шестнадцати лет, Мария Елизавета вышла замуж. Свадьбу отпраздновали во дворце Три короны в Стокгольме, а потом супруги уехали в Эстергётланд, где содержали роскошный двор в двух резиденциях — замках Вадстена и Броборг. Брак оказался несчастливым, и Мария Елизавета упрекала свою мать за выбор ей мужа. Отсутствие семейного счастья, по-видимому, сказалось на здоровье обоих супругов: Юхан с 1613 года страдал от нарастающей депрессии, а у Марии Елизаветы в 1614 году начались периоды безумия. Иногда она даже надолго теряла способность говорить, и её держали под охраной, так как боялись попыток покончить с собой. Королева Кристина жалела, что устроила этот брак, и часто навещала дочь, чтобы ухаживать за ней, а брат принцессы Густав-Адольф, ставший королём, часто посылал к ней своего личного врача. Однако болезнь не проходила.
5 марта 1618 года герцог Юхан умер в Броборге. 22-летняя Мария Елизавета после этого удалилась в замок Стегеборг. Она умерла спустя всего пять месяцев; по словам королевского капеллана Петруса Бьюга, смерть стала для неё облегчением. Принцессу похоронили рядом с её супругом в кафедральном соборе Линчёпинга в январе 1619 года.

## Участие в «охоте на ведьм»
Герцог и герцогиня Эстергётландские в своих землях были практически независимы от королевской власти, и Мария Елизавета, по-видимому, пользовалась некоторым влиянием на мужа и на политическую ситуацию. Именно на неё возлагают ответственность за развернувшуюся в герцогстве в 1610-е годы «охоту на ведьм» — первый инцидент такого рода на территории Швеции. Герцог подписал новый закон, предполагавший жестокие наказания за колдовство. В результате в одном только Финспонге в 1617 году были казнены как «ведьмы» семь женщин; в одном из источников упоминаются «два отъявленных колдуна, которых их княжеские милости герцог Юхан и его любящая супруга принцесса Мария Елизавета по Божьему соизволению сожгли в месте под названием Скогби».
Когда в 1669 году охота на ведьм началась по всей территории королевства, один из регентов королевства Пер Браге Младший, доказывая пагубность такой практики, вспомнил о событиях в Эстергётланде. Жена герцога Юхана, по его словам, «начала жечь ведьм, и в конце концов не осталось ни одной женщины, которую бы не обвинили в колдовстве». Впрочем, документально подтверждены только примерно десять казней.